# Ставище (Брестская область)
Ста́вище (бел. Ставішча) — деревня в Брестском районе Брестской области Белоруссии, в составе Мотыкальского сельсовета. Население — 21 человек (2019).

## География
Деревня находится в 11 км к северу от центра Бреста, между озером Смуга и рекой Лесной. Ближайшие населённые пункты — Смуга, Вистычи, Ковердяки.

## История
В письменных источниках упоминается с XVII века как имение Брестского повята Брестского воеводства ВКЛ. В XIX столетии — деревня Брестского уезда Гродненской губернии. Входила в состав имения Ковердяки, принадлежащего Ф. Ягмину.
По ревизии 1858 года насчитывалось 48 душ крестьян. В 1870 году деревня относилась к Ковердяковскому сельскому обществу.
По переписи 1897 года — 14 дворов, кузница. В 1905 году — деревня Мотыкальской волости того же уезда.
Согласно Рижскому мирному договору (1921) деревня вошла в состав межвоенной Польши, где принадлежала гмине Мотыкалы Брестского повета Полесского воеводства. В ней было 12 дворов.
С 1939 года в составе БССР.